# Altertumswissenschaft
Als Altertumswissenschaft oder auch als Altertumskunde, antiquitates, antiquités und antiquities wird die Kunde von den alten Kulturen des Alten Orients, Europas und Nordafrikas bezeichnet.
Zunächst bezog sich der Begriff Altertumswissenschaft vorrangig auf die Klassischen Altertumswissenschaften. Sie beschäftigte sich mit den schriftlichen und materiellen Hinterlassenschaften, die den Alltag der Griechen und Römer der Antike betrafen. Seit dem letzten Drittel des 17. Jahrhunderts wurde der Begriff Altertumskunde auch synonym für Archäologie verwendet. Im 19. Jahrhundert wurde der Begriff der Altertumskunde auch für andere Bereiche der Erforschung früher Kulturen angewandt, etwa der Germanischen Altertumskunde, aber auch der Altägyptischen Altertumskunde (Ägyptologie). Die vormals einzig behandelte griechisch-römische Antike wurde aufgrund ihrer langen Vormachtstellung als Klassische Altertumskunde bezeichnet. Spätestens seit der zweiten Hälfte des 20. Jahrhunderts wurde der Fokus auf die Kulturen des Alten Orients, des Mittelmeerraumes und Europas von der Ur- und Frühgeschichte bis zum Ende der Antike erweitert. Neben immer fortschreitender Spezialisierung der Fachrichtungen rückt die interdisziplinäre und interkulturelle Forschung immer mehr in den Mittelpunkt der Forschung.